# Islamul în Kosovo

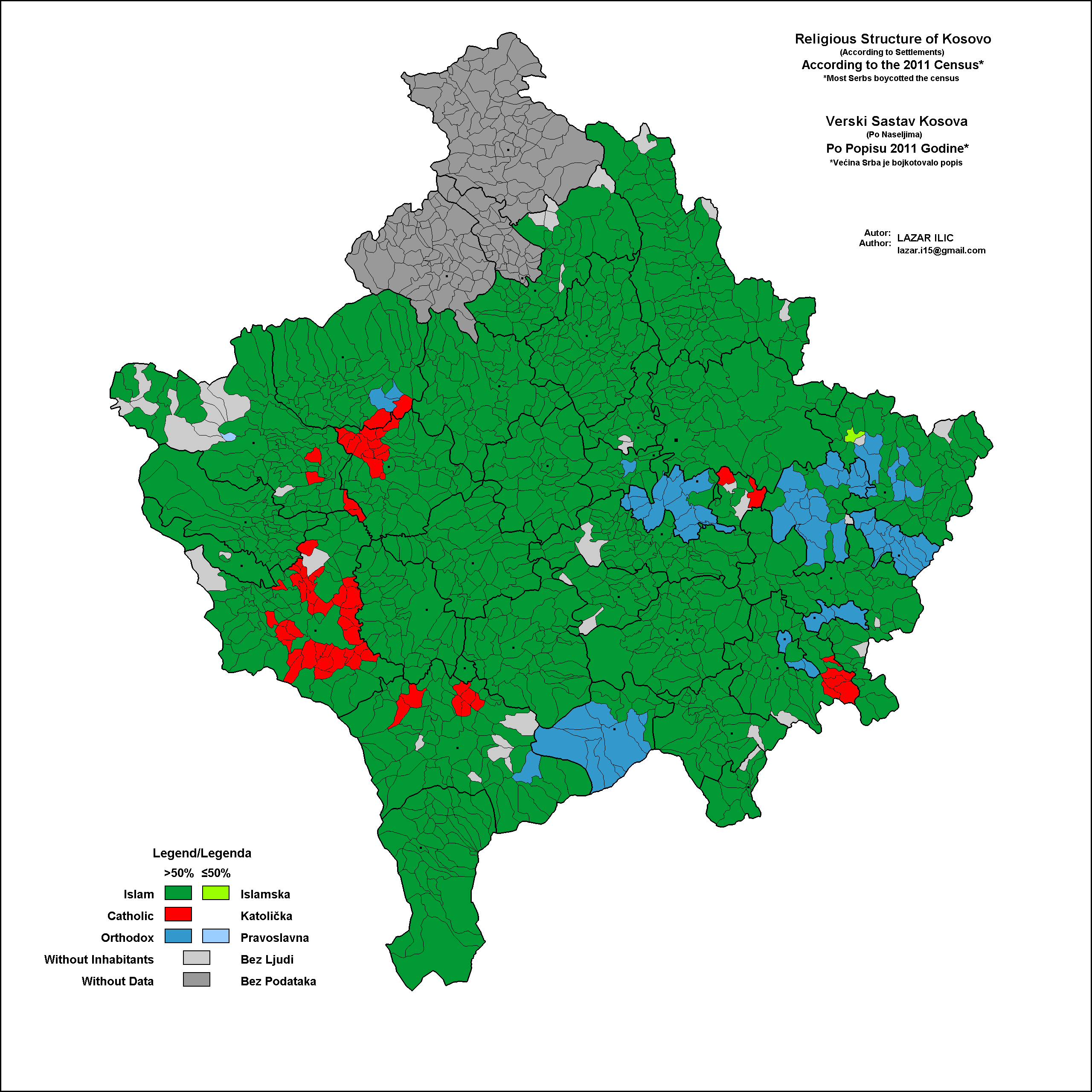

Islamul este cea mai răspândită religie în Kosovo, numărând peste 90% din populație, practicanții fiind mai ales de etnie albaneză și albaneză kosovară.

## Legături externe
- Islam in Kosovo Arhivat în 15 august 2020, la Wayback Machine.
- Qendra për Studime Islame
- Bashkësia Islame e Kosovës